# Aïssa Mandi
Aïssa Mandi (arab. عيسى ماندي, ʿĪsā Mānadī; ur. 22 października 1991 w Châlons-en-Champagne) – algierski piłkarz grający na pozycji środkowego obrońcy. Od 1 lipca 2021 roku jest zawodnikiem klubu Villarreal CF.

## Kariera klubowa
Mandi urodził się we Francji w rodzinie algierskich emigrantów. Swoją karierę piłkarską rozpoczął w klubie Stade de Reims. W 2009 roku awansował do kadry pierwszego zespołu. 13 października 2009 zadebiutował w nim w trzeciej lidze francuskiej w wygranym 2:0 wyjazdowym meczu z CS Louhans-Cuiseaux. Był to jego jedyny mecz w sezonie 2009/2010, a Reims awansowało wówczas do Ligue 2. W sezonie 2011/2012 stał się podstawowym zawodnikiem Reims i wywalczył z nim awans do Ligue 1. W Ligue 1 swój debiut zaliczył 18 sierpnia 2012 w przegranym 1:2 wyjazdowym meczu z Bastią.
| Sezon   | Klub           | Kraj      | Rozgrywki        | Mecze | Bramki | Rozgrywki Europy | Mecze | Bramki |
| ------- | -------------- | --------- | ---------------- | ----- | ------ | ---------------- | ----- | ------ |
| 2009/10 | Stade de Reims | Francja   | National         | 1     | 0      | -                | -     | -      |
| 2010/11 | Stade de Reims | Francja   | Ligue 2          | 8     | 0      | -                | -     | -      |
| 2011/12 | Stade de Reims | Francja   | Ligue 2          | 26    | 1      | -                | -     | -      |
| 2012/13 | Stade de Reims | Francja   | Ligue 1          | 29    | 2      | -                | -     | -      |
| 2013/14 | Stade de Reims | Francja   | Ligue 1          | 33    | 0      | -                | -     | -      |
| 2014/15 | Stade de Reims | Francja   | Ligue 1          | 32    | 6      | -                | -     | -      |
| 2015/16 | Stade de Reims | Francja   | Ligue 1          | 32    | 2      | -                | -     | -      |
| 2016/17 | Real Betis     | Hiszpania | Primera División | 26    | 2      | -                | -     | -      |
| 2017/18 | Real Betis     | Hiszpania | Primera División | 34    | 1      | -                | -     | -      |
| 2018/19 | Real Betis     | Hiszpania | Primera División | 35    | 1      | Liga Europy UEFA | 6     | 0      |

Stan na: 21 maja 2019 r.

## Kariera reprezentacyjna
W reprezentacji Algierii Mandi zadebiutował 5 marca 2014 roku w wygranym 2:0 towarzyskim meczu ze Słowenią, rozegranym w Al-Bulajdzie.